# D-BOX (EBS)
D-BOX는 EBS 국제다큐영화제(EIDF)에서 2015년 7월에 시작한 다큐멘터리 전용 스트리밍 서비스로, 국내에서 유일하게 다큐멘터리 전용 VOD 서비스를 제공하고 있다. 역대 EBS 국제다큐영화제의 상영작을 비롯하여 여러 다큐멘터리 작품을 감상할 수 있다.